# Koskensaari (ö i Birkaland, Tammerfors)
Koskensaari är en ö i Finland. Den ligger i sjön Äväntäjärvi och i kommunen Orivesi i den ekonomiska regionen Tammerfors och landskapet Birkaland, i den södra delen av landet, 180 km norr om huvudstaden Helsingfors. Öns area är 1,1 hektar och dess största längd är 200 meter i sydväst-nordöstlig riktning.